# Growing Up in Public
Growing Up in Public je desáté sólové studiové album amerického rockového kytaristy Lou Reeda, vydané v roce 1980 u Arista Records. Producentem alba byli Michael Fonfara a Lou Reed.

## Seznam skladeb
Všechny skladby napsali Lou Reed a Michael Fonfara.
1. „How Do You Speak To An Angel?" – 4:08
2. „My Old Man“ – 3:15
3. „Keep Away“ – 3:31
4. „Growing Up In Public“ – 3:00
5. „Standing On Ceremony“ – 3:32
6. „So Alone“ – 4:05
7. „Love Is Here to Stay“ – 3:10
8. „The Power Of Positive Drinking“ – 2:13
9. „Smiles“ – 2:44
10. „Think It Over“ – 3:25
11. „Teach The Gifted Children“ – 3:20

## Sestava
- Lou Reed – kytara, zpěv
- Mike Fonfara – klávesy, kytara
- Chuck Hammer – kytara, kytarový syntezátor
- Michael Suchorsky – bicí
- Ellard „Moose“ Boles – baskytara, doprovodný zpěv
- Stuart Heinrich – kytara, doprovodný zpěv